# بييلو بوليي
بييلو بوليي : هي مدينة في جمهورية الجبل الأسود, تقع في شمال البلاد. وتتكون من تعداد سكاني 15,000. بييلو بوليي هي مركز المحافظة التي تحمل نفس اسم المدينة، وهي أكبر مدنها.
ظلت بييلو بوليي تحت الإمبراطورية العثمانية حتى نشوب حرب البلقان عام 1912, وكان يطلق عليها العثمانيون اسم أكوفا.
تتكون المدينة من أغلبية إثنية من الصرب والبوسنيين.

## المناخ
يظهر الجدول التالي التغييرات المناخية على مدار السنة لبييلو بوليي:
| البيانات المناخية لـبييلو بوليي                               | البيانات المناخية لـبييلو بوليي | البيانات المناخية لـبييلو بوليي | البيانات المناخية لـبييلو بوليي | البيانات المناخية لـبييلو بوليي | البيانات المناخية لـبييلو بوليي | البيانات المناخية لـبييلو بوليي | البيانات المناخية لـبييلو بوليي | البيانات المناخية لـبييلو بوليي | البيانات المناخية لـبييلو بوليي | البيانات المناخية لـبييلو بوليي | البيانات المناخية لـبييلو بوليي | البيانات المناخية لـبييلو بوليي | البيانات المناخية لـبييلو بوليي |
| الشهر                                                         | يناير                           | فبراير                          | مارس                            | أبريل                           | مايو                            | يونيو                           | يوليو                           | أغسطس                           | سبتمبر                          | أكتوبر                          | نوفمبر                          | ديسمبر                          | المعدل السنوي                   |
| ------------------------------------------------------------- | ------------------------------- | ------------------------------- | ------------------------------- | ------------------------------- | ------------------------------- | ------------------------------- | ------------------------------- | ------------------------------- | ------------------------------- | ------------------------------- | ------------------------------- | ------------------------------- | ------------------------------- |
| متوسط درجة الحرارة الكبرى °م (°ف)                             | 2.6 (36.7)                      | 6.4 (43.5)                      | 11.1 (52.0)                     | 15.7 (60.3)                     | 20.8 (69.4)                     | 23.7 (74.7)                     | 26.2 (79.2)                     | 26.4 (79.5)                     | 22.7 (72.9)                     | 17.1 (62.8)                     | 9.7 (49.5)                      | 3.3 (37.9)                      | 15.5 (59.9)                     |
| المتوسط اليومي °م (°ف)                                        | −1.9 (28.6)                     | 0.9 (33.6)                      | 4.7 (40.5)                      | 9.0 (48.2)                      | 13.3 (55.9)                     | 16.0 (60.8)                     | 17.7 (63.9)                     | 17.3 (63.1)                     | 14.0 (57.2)                     | 9.3 (48.7)                      | 4.3 (39.7)                      | −0.4 (31.3)                     | 8.7 (47.6)                      |
| متوسط درجة الحرارة الصغرى °م (°ف)                             | −5.3 (22.5)                     | −3.3 (26.1)                     | −0.4 (31.3)                     | 3.1 (37.6)                      | 7.1 (44.8)                      | 10.2 (50.4)                     | 11.5 (52.7)                     | 11.1 (52.0)                     | 8.6 (47.5)                      | 4.5 (40.1)                      | 0.6 (33.1)                      | −3.5 (25.7)                     | 3.7 (38.7)                      |
| الهطول مم (إنش)                                               | 79.6 (3.13)                     | 63.8 (2.51)                     | 60.8 (2.39)                     | 79.8 (3.14)                     | 74.5 (2.93)                     | 77.5 (3.05)                     | 68.3 (2.69)                     | 61.3 (2.41)                     | 72.7 (2.86)                     | 73.3 (2.89)                     | 107.9 (4.25)                    | 90.8 (3.57)                     | 910.3 (35.82)                   |
| متوسط أيام هطول الأمطار (≥ 0.1 mm)                            | 12                              | 12                              | 12                              | 13                              | 13                              | 13                              | 11                              | 9                               | 9                               | 9                               | 12                              | 14                              | 139                             |
| متوسط الرطوبة النسبية (%)                                     | 82                              | 76                              | 71                              | 69                              | 72                              | 75                              | 74                              | 74                              | 78                              | 79                              | 82                              | 85                              | 76                              |
| المصدر: Hydrological and Meteorological Service of Montenegro |                                 |                                 |                                 |                                 |                                 |                                 |                                 |                                 |                                 |                                 |                                 |                                 |                                 |

## أعلام
- نيكولا بكوفيتش
- فؤاد موزوروفيتش
- دوشكو إيفانوفيتش
- عبدو مجيدوفيتش
- نيبويشا بوغافاتش